# Árabe bedawi

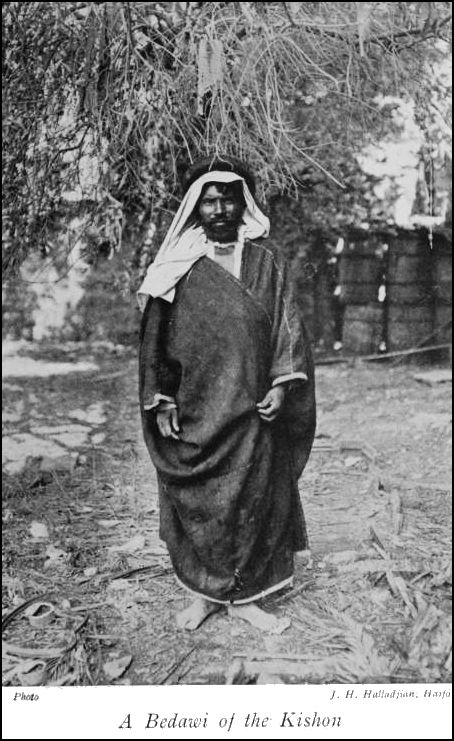
Beduino hablante de bedawi, 1913.

El árabe bedawi (también conocido como árabe egipcio oriental [ISO 639-3], bedawi o árabe levantino) es una de las variedades del idioma árabe hablado por los beduinos en la mayor parte del este de Egipto, y también en Jordania, Israel, Cisjordania, la Franja de Gaza y Siria.